# 玻璃離聚物水泥
 玻璃離聚物水泥 （英語：glass ionomer cement，簡寫為GIC）是一種修復用牙科材料，可作牙齒填充劑和粘固劑，包括供黏著齒顎矯正器（牙套）用途。GIC是由矽酸鹽玻璃粉末（主要成分為氟鋁矽酸鈣玻璃）與聚丙烯酸（一種離聚物），經由酸鹼反應所形成的複合材料。以GIC為基礎，結合另一種牙科材料，例如樹脂，而成為樹脂改性玻璃離聚物水泥 (RMGIC)，可改善原材料的性能和擴展其應用範圍。。
此種材料已列入世界衛生組織基本藥物標準清單之中。

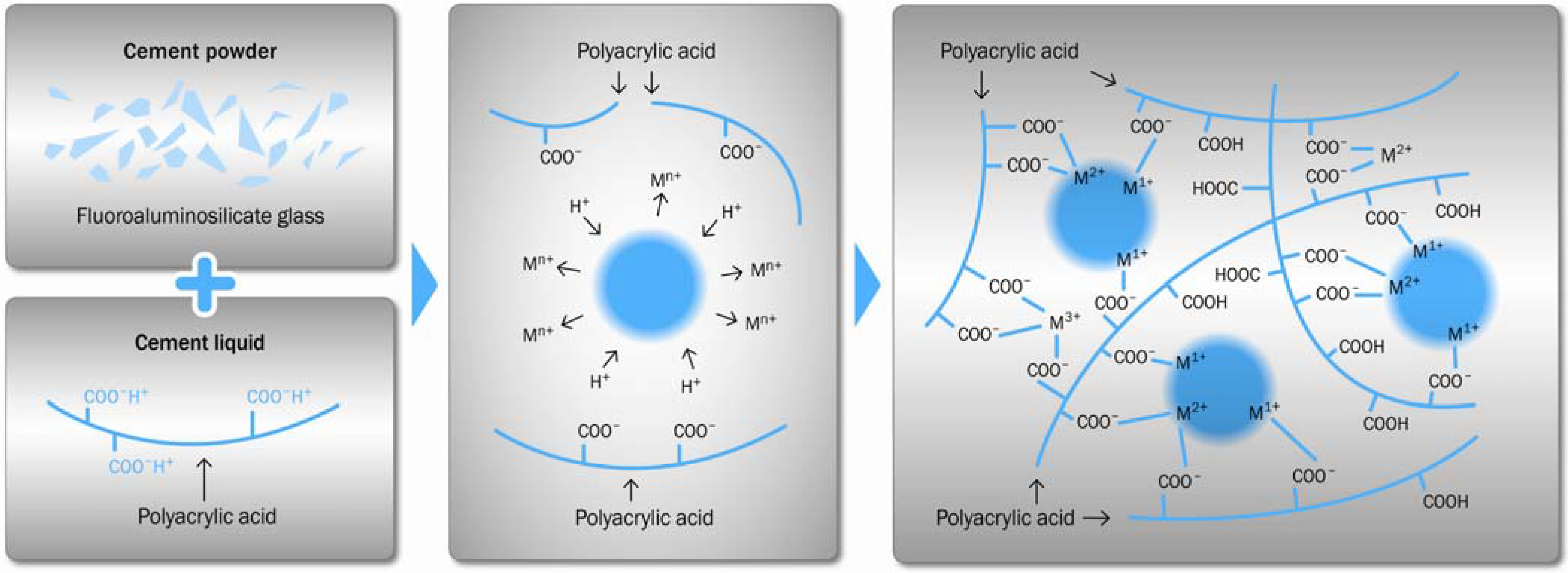
GIC是由矽酸鹽玻璃粉末與聚丙烯酸，經由酸鹼反應所形成的複合材料。

## 背景
GIC主要用於防止齲齒。這種材料是良好的粘結劑，能與牙齒結構緊密結合，在牙齒內部結構與周圍環境之間形成密封。齲齒是由細菌在代謝過程中產生的酸所導致。
當牙齒咬合面有凹坑和裂縫時，可用GIC作為一種密封劑，並釋放氟化物以防止琺瑯質進一步脫礦，並促進再礦化（即俗稱修復琺瑯質）。
研究顯示使用GIC密封劑時，只有6%的人在2年內發生齲齒，而未使用者的發生率則高達40%。但建議應將氟化物塗料與GIC密封劑一起使用，以進一步降低罹患繼發性齲齒的風險。

### 樹脂改性玻璃離聚物
在GIC中添加樹脂（成為RMGIC）可顯著改善其性能，使其更易混合和置入。RMGIC可釋放相同或更高含量的氟化物，並有證據顯示其具有更好的穩固程度、更高的強度和更低的溶解度。RMGIC具有兩種凝固反應：酸鹼凝固和自由基聚合反應。自由基聚合反應是主要的凝固方式，因為其發生速度比酸鹼反應更快。材料經光線適當活化，才能達到最佳固化。有了樹脂，可保護水泥免受水分污染。混合完成後，立即進行材料放置，並迅速塑形至理想形狀。

## 歷史
牙科密封劑於1960年代末作為預防齲齒計畫中的一個環節首次推出，以應對人們因齲齒而導致牙齒咬合面上出現越來越多凹坑和裂縫。並導致威爾遜（Dr. Alan D. Wilson）和肯特（Dr. Bruce E. Kent）兩位英國牙科研究人員於1972年引入GIC，作為矽酸鹽水泥和聚羧酸鹽水泥的衍生物。GIC同時具有矽酸鹽水泥的釋放氟化物特性和聚羧酸鹽水泥的粘著性，而讓新的GIC材料比其前身更為堅固、溶解度更低且更為透光（因此更為美觀）。
GIC最初的目的在用於前牙的美容修復，並被推薦用於修復III類和V類齲洞（參見齲齒#分類）。另有組成經過改良的材料，透過添加金屬或樹脂顆粒，可延長使用時間，並在凝固過程中較不易受濕氣影響，進而提升材料的整體性能。
GIC的首次應用是在牙齒磨損/侵蝕的修復，以及作為人造牙冠和牙橋重建用的粘固劑。但由於其配方經過不斷改進，現在已擴展到乳齒的咬合面修復、近遠心面（牙齒的左右兩側）齲洞的修復以及作窩洞底襯和襯墊。

## GIC與樹脂基密封劑的比較
面對這兩種密封劑，牙醫師和患者往往需要根據具體情況做出選擇。雖然樹脂基密封劑是傳統的選擇，但GIC也具有其獨特的優勢。

### 優點
GIC被認為可長時間持續釋放氟化物來預防齲齒，即使在目視可見的密封劑材料出現損失之後，裂隙也較能抵抗脫礦作用。但根據一項系統性回顧的結果顯示，GIC與樹脂基密封劑兩者在防止齲齒裂隙的效果上並無顯著差異。研究也指出GIC的黏著性較弱，可能會影響到長期臨床效果。
GIC具有親水性，使其成為一般潮濕口腔中疏水性樹脂的替代品。樹脂基密封劑很容易被唾液污染而遭破壞。
GIC與琺瑯質和牙本質均具化學鍵結性，因此不一定需製備/機械性保留，可在不損害現有牙齒結構的情況下應用。 使得它們在許多情況下成為理想的選擇，尤其是在以保留牙齒為優先，且採微創技術的情況下（特別是V類齲洞），其中暴露的牙本質面積較大，而琺瑯質僅剩一圈薄環。 在此情況下，通常使用GIC比使用樹脂基密封劑會有更長的穩固時間和使用壽命。
GIC較傳統的樹脂基密封劑具有更強的黏著性，能與牙齒更緊密結合，有效阻擋細菌。搭配氟化二氨銀後更能發揮其優勢，提供更全面的口腔保護。
GIC可在臨床環境之外放置和固化，不需用到固化燈。
GIC被認為不會引起過敏反應，但樹脂基材料有少數過敏的報導。 然而兩種密封劑產生與過敏反應相關的情況都非常罕見。

### 缺點
GIC的主要缺點是穩固力不足或缺乏足夠強度、韌性和耐磨性。這種材料容易脫落，因此需要定期回診進行檢查和更換。為克服GIC的物理缺陷，學者們嘗試多種強化方式，例如熱光固化（聚合）和添加氧化鋯、羥基磷灰石、N-乙烯基吡咯烷酮、N-乙烯基己內酰胺和氟磷灰石無機填料，以提升材料的強度和韌性。

## 臨床應用
GIC因其多功能性與操作簡便，在牙科領域廣受使用。其起始材料通常為粉末與液體，或已預製的粉水混合物。這些材料可依需求進行不同比例混合後封裝，方便臨床操作。
一旦混合成糊狀，就會發生酸鹼反應，使玻璃離聚物複合材料在一定時間內凝固，反應包含四個重疊階段：
- 溶解
- 凝膠化（英语：Gelation）
- 硬化（3-6分鐘）
- 成熟（24小時 - 1年）

重要的是要注意GIC需要較長時間來形成穩定的固體結構，因此要保護其免受口腔環境的影響，以最大限度減少溶解干擾，並防止污染。
GIC的應用類型取決於水泥的稠度，因為從極高黏度到低黏度的不同水平可決定水泥是用作粘固劑、牙套黏著劑、窩溝密封劑、襯墊和底層、核心堆積物或是中間修復體。

### 臨床應用
臨床使用的GIC種類有：
- 金屬陶瓷 (Cermets)，本質上是金屬強化的GIC，用於修復因齲齒或牙齦緣附近或牙根的空洞而造成的牙齒缺失。金屬陶瓷也可根據所需功能，整合到不同牙齒上的的不同部位[22][23]。
- 牙本質表面處理: GIC常被用來填補凹陷的齲洞，其優良的黏著性有助於材料與牙本質緊密結合[22][24]。
- 用於輔助前牙近心面齲洞修復。牙醫師常利用矩陣技術（成型技術）來搭配GIC，達到美觀且穩固的修復效果[22]。
- 使用GIC作為裂隙密封劑，以滲入位於後牙的裂隙和凹坑中，將之填補，而降低齲齒發生的風險[22][25]。
- 使用GIC作為牙套粘著劑，在琺瑯質與矯正器中的金屬（例如不銹鋼）之間形成牢固的化學鍵[24]。
- 氟化物塗料與密封劑結合實用、使用以防止齲齒。 但需要更多的研究來確定同時使用氟化物塗料和密封劑，是否能比單獨使用氟化物塗料能取得更好的防止齲齒效果[26][27]。

## GIC作為永久性修復材料

### 在乳牙修復的應用
雖然GIC曾被廣泛用於乳牙修復，但經嚴謹的科學研究。顯示傳統的GIC效果對於乳牙的II類窩洞並不理想。

### 在恆牙中修復的應用
雖然有研究人員Bezerra等人提出的研究報告（2009年），顯示採用RMGIC進行恆齒修復，在預防齲齒方面具有一定潛力，但由於高品質研究的數量不足，迄今仍無法斷定RMGIC能否作為恆牙長期修復材料。.根據系統綜述，顯示在長達5年的追蹤期間，GIC在非齲齒性牙頸部病變修復中的穩固率顯著優於樹脂複合材料，表明GIC具有更佳的長期臨床表現。 

## 延伸閱讀
- Anusavice, Kenneth J.; Ralph W. Phillips; Chiayi Shen; H. Ralph Rawls.  12th. St. Louis, Mo.: Elsevier/Saunders. 2013. ISBN 978-1-4377-2418-9. OCLC 785080357.
- McCabe, John F.; Angus W. G. Walls.  9th. Oxford, UK: Blackwell Publishing. 2008  [28 March 2013]. ISBN 978-1-4051-3961-8. OCLC 180080871.[永久]
- Van Noort, Richard. .  4th. London: Elsevier/Mosby. 2013: 95–106. ISBN 978-0-7234-3659-1. OCLC 821697096.
- Powers, John M.; John C. Wataha.  10th. St. Louis, Mo.: Elsevier/Mosby. 2013. ISBN 978-0-323-07836-8. OCLC 794161326.
- Wilson, A. D.; J. W. Nicholson. . . Chemistry of Solid State Materials 3 reprint. Cambridge, UK: Cambridge University Press. 2005: 116–196 [1993]  [28 March 2013]. ISBN 978-0-521-67549-9. OCLC 749544621.
- Wilson, Alan D.; John W. McLean. . Chicago: Quintessence Publishing Company. 1988. ISBN 978-0-86715-200-5. OCLC 17300425.